# عزلة الجول (حضرموت)

تعديل مصدري - تعديل

عزلة الجول هي إحدى عزل مديرية حجر في محافظة حضرموت اليمنية ويبلغ تعداد سكانها 17112 نسمة حسب التعداد السكاني في اليمن لعام 2004.

## روابط خارجية
- الجهاز المركزي للإحصاء بالجمهورية اليمنية
- المركز الوطني للمعلومات باليمن
- World Gazetteer:Yemen
- الدليل الشامل